# Санта Марија ин Базилико (Кјети)
Санта Марија ин Базилико (итал. Santa Maria in Basilico) је насеље у Италији у округу Кјети, региону Абруцо.
Према процени из 2011. у насељу је живело 51 становника. Насеље се налази на надморској висини од 272 м.